# Odobești
Odobești este un oraș în județul Vrancea, Moldova, România, format din localitatea componentă Odobești (reședința), și din satul Unirea. Are o populație de 9.364 de locuitori și se află în mijlocul podgoriei Odobești.

## Așezare și relief
Orașul este situat pe malul stâng al râului Milcov, la 10 km nord-vest de Focșani, la limita de est a Subcarpaților de Curbură, între ei și partea de est a Câmpiei Române (culoarul Siretului).
La nord-vest se înalță Măgura Odobești, care ajunge la înălțimea de 996m, iar la sud trece cursul de mijloc al Milcovului. Altitudinea medie la care se află orașul este de 150 m.
La nord, Odobeștiul se învecinează cu comuna Bolotești, important centru viticol, la est cu Focșani, la sud cu Broșteni și Vârteșcoiu, iar la vest cu comuna Jariștea, având și ea plantații însemnate de viță de vie.
Prin oraș trece șoseaua națională DN2M, care îl leagă spre sud-est de Focșani (unde se termină în DN2D) și spre vest de Broșteni, Mera, Reghiu, Andreiașu de Jos și Nereju. La Odobești, acest drum se intersectează cu șoseaua județeană DJ205B, care duce spre nord la Jariștea și Bolotești (unde se intersectează cu DN2D), Țifești și Panciu și spre sud la Broșteni, Vârteșcoiu, Cârligele, Cotești și Urechești (unde se termină în DN2). O linie de cale ferată leagă orașul de Focșani.

## Etimologia numelui
După Gheorghe I. Lahovary numele localității vine de la cuvântul "odobă" însemnând "vale".

## Demografie
Componența etnică a orașului Odobești
     Români (90,45%)
     Alte etnii (0,11%)
     Necunoscută (9,44%)
Componența confesională a orașului Odobești
     Ortodocși (89,75%)
     Alte religii (0,45%)
     Necunoscută (9,81%)
Conform recensământului efectuat în 2021, populația orașului Odobești se ridică la 9.423 de locuitori, în creștere față de recensământul anterior din 2011, când fuseseră înregistrați 9.364 de locuitori. Majoritatea locuitorilor sunt români (90,45%), iar pentru 9,44% nu se cunoaște apartenența etnică. Din punct de vedere confesional, majoritatea locuitorilor sunt ortodocși (89,75%), iar pentru 9,81% nu se cunoaște apartenența confesională.
|  | Graficele sunt indisponibile din cauza unor probleme tehnice. Mai multe informații se găsesc la Phabricator și la wiki-ul MediaWiki. |

Date: Recensăminte sau birourile de statistică - grafică realizată de Wikipedia

## Politică și administrație
Orașul Odobești este administrat de un primar și un consiliu local compus din 15 consilieri. Primarul, Gheorghe-Daniel Nicolaș[*], de la Partidul Social Democrat, este în funcție din 2004. Începând cu alegerile locale din 2024, consiliul local are următoarea componență pe partide politice:
|  | Partid                          | Consilieri | Componența Consiliului | Componența Consiliului | Componența Consiliului | Componența Consiliului | Componența Consiliului | Componența Consiliului | Componența Consiliului | Componența Consiliului | Componența Consiliului | Componența Consiliului | Componența Consiliului |
|  | ------------------------------- | ---------- | ---------------------- | ---------------------- | ---------------------- | ---------------------- | ---------------------- | ---------------------- | ---------------------- | ---------------------- | ---------------------- | ---------------------- | ---------------------- |
|  | Partidul Social Democrat        | 11         |                        |                        |                        |                        |                        |                        |                        |                        |                        |                        |                        |
|  | Partidul Național Liberal       | 2          |                        |                        |                        |                        |                        |                        |                        |                        |                        |                        |                        |
|  | Uniunea Salvați România         | 1          |                        |                        |                        |                        |                        |                        |                        |                        |                        |                        |                        |
|  | Alianța pentru Unirea Românilor | 1          |                        |                        |                        |                        |                        |                        |                        |                        |                        |                        |                        |

## Istoric
În zona Odobeștiului există urmele unor așezări din epoca neolitică, de asemenea mărturii de așezare romană. 
Pe la 1227 pe locul actualei urbi se presupune că a fost cetatea Milcovia - Civitas de Mylco, sediul Episcopiei catolice de Milcov, a cumanilor. După Neagu Djuvara ar fi fost vorba de o adevarată capitală a Cumaniei catolice ce se constituise în sudul Moldovei. Ea a fost însă curând distrusă de Marea invazie mongolă, din 1241.
Mai târziu au fost prezenți în zonă și cavalerii teutoni care au ridicat aici o cetate, Kruceburg (Kreuzburg?) pe dealul Șarba. Pe locul ei s-ar fi zidit ulterior cetatea Crăciuna, dar asupra locului precis al acesteia există teorii contradictorii. După unii, actuala Cetățuie de pe dealul Șarba ar fi ruinele cetății Crăciuna. 
Odobeștiul a început printr-o așezare de răzeși în secolul al XIII-lea, care a ținut vreme de circa două veacuri de Principatul Munteniei și apare pomenit în cronica lui Grigore Ureche care relatează despre un canal construit de Ștefan cel Mare în jurul localității.
În 1482 se știe că și cetatea Crăciuna a trecut în stăpânirea lui Ștefan, având un rol în apărarea de turci. Granița cu Muntenia fiind mutată mai la sud, așezarea a intrat definitiv în componența Principatului Moldovei. 
Prima atestare documentară a localității datează din 17 septembrie 1626, fiind vorba de un contract de vânzare de pământuri din vremea domnitorului Miron Barnovski, în care este amintit „socrul popii lui Toader din Odobești”..
Asemănător cu alte locuri din Vrancea, în Odobești și în împrejurimile sale s-au ctitorit în secolele al XVII-lea - al XIX-lea un număr mare de biserici și mănăstiri, Măgura Odobești cu schiturile ei fiind asemuită oarecum de C.C.Giurescu cu Muntele Athos.
In 1670, Iordache Cantacuzino ridică prima biserică - Biserica Ovidenia. Răzeșii zidesc pe Măgură mănăstirile Buluc și Tărnița. În 1732, se inaugurează Biserica Nașterii Maicii Domnului, iar prin 1777 negustorii cazaclii sfințesc și ei biserica lor a Apostolilor Petru și Pavel. 
In secolul al XVII-lea - al XVIII-lea apar în localitate negustori greci, armeni și cazaci (cazaclii), iar la sfârșitul secolului al XVIII-lea sunt așezați aici și numeroși evrei. După cum apreciază 
Constantin C. Giurescu, care a scris o istorie a pogoriei Odobești, în primele decenii ale veacului al XIX-lea, în vremea Eteriei și a răscoalei lui Tudor Vladimirescu (1821) localitatea va începe să aibă caracterul unui târg.
În veacul al XVII-lea ia avânt în regiune cultura viței de vie, existentă aici încă din vremea domnitorului Petru Rareș și care va face faima orașului. Podgoria Odobești apare in Descrierea Moldovei a lui Dimitrie Cantemir, fiind cotată de autor ca a treia ca importanță după cele de la Cotnari și Huși.
Negustorii cazaclii dețin mult timp o poziție privilegiată, ei fiind cei ce stabilesc prețul vinului. O parte din podgorii sunt posesia unor familii de boieri, altele sunt proprietatea mănăstirilor și ale episcopiilor din apropiere și de mai departe, ca Mitropolia 
Iașiului și Episcopia Romanului. 
Se construiesc numeroase biserici ortodoxe, schituri și mănăstiri, multe din ele suferind împreună cu întreaga localitate pagube foarte mari in cursul războaielor și ocupațiilor militare dese din veacul al XVIII-lea și al XIX-lea: 
în 1717 e ocupată temporar de austrieci, apoi în 1758 e incendiată de tătari, în anii 1787-1788 este teatrul unor lupte între ruși, austrieci și turci (Războiul ruso-turc din 1787-1792). Intemperii suplimentare provocatoare de mari distrugeri sunt cutremurul de pământ din 1802 și marele incendiu din 1803, la care se adaugă soldatesca Eteriei elene în 1821. În 1854-1856 din nou sunt încartiruiți aici soldați austrieci și ruși. 
Localitatea e refăcută în repetate rânduri, în 1834-1839 domnul Mihai Sturza reamenajează Beciul domnesc de vinuri existent încă din vremea lui Ștefan cel Mare. După Unirea Principatelor la 4 decembrie 1861, prin decret al prințului Alexandru Ioan Cuza, localitatea, în care s-au contopit mai multe sate de sub poalele dealului Șarba, primește statutul de oraș. Între 1852-1868 s-a construit o șosea între Odobești și orașul vecin Focșani, care devenise în urma Unirii centrul principal al regiunii. La 22 septembrie 1895 se pune în funcțiune și calea ferată între cele două orașe. În 1878, in împrejurările Războiului de Independență din 1877-1878 se inaugurează spitalul local. Orașul devine reședință de subprefectură și este dotat cu un oficiu de poștă și telegraf, apoi cu o primă linie telefonică (1888, Odobești-Vidra). În 1885 se deschide prima școală primară de băieți, în 1886 școala de fete și cea de viticultură și comerț, care va căpăta cu adevărat profil de viticultură din octombrie 1901, mai târziu devenind liceu. 
În anul 1883 locuitorii Odobeștiului, a căror principală îndeletnicire era viticultura, au fost loviți de o gravă criză atunci când filoxera a distrus 95% din plantațiile de viță de vie. Prin eforturi deosebite, cu concursul primarului Manea Băiatu, au fost salvate în cantități mici soiurile tradiționale locale Galbena de Odobești, Plăvaia și Mustoasa, într-o pepinieră amenajată în satul Vărsătura. În rest, în podgorie au fost plantate soiuri nobile de import, aduse mai ales din Algeria, care pe atunci era colonie franceză si astfel arealul viticol a fost refacut până în anul 1910.
La viața Odobeștiului participă alături de români, și minorități naționale — greci, maghiari, armeni, o importantă comunitate de evrei (900 locuitori) precum și romii. (Cazacliii s-au repatriat, între timp, pe la mijlocul secolului al XIX-lea în Imperiul Rus). La sfârșitul secolului al XIX-lea, Odobești avea statut de comună urbană și era reședința plășii Gârlele din județul Putna, fiind formată din satele Odobești, Grozești și Vineșești, cu 3594 de locuitori ce trăiau în 954 de case. În oraș existau șapte biserici și două școli (una de băieți și una de fete) având în total 297 de elevi. La acea vreme, pe teritoriul actual al orașului mai era organizată în aceeași plasă și comuna Pățești, formată din satele Botești, Florești, Gugești, Pănticești, Pățești și Slobozia-Vidrașcu, cu 1592 de locuitori, cinci biserici și o școală mixtă cu 73 de elevi.
Primul Război Mondial cu luptele grele pe care le prilejuiește chiar în zona Vrancei, apoi ocupația austro-germană aduc și ele pagube serioase. Măgura Odobești devine în această perioadă sediul comandamentului german, iar zona ajunge sa fie inspectată în 1917 de către însuși Kaiserul Wilhelm al II-lea, care înnoptează în Odobești. După război, în 1925, orașul este consemnat de anuarul Socec cu 5748 și același statut administrativ, dar fără vreun sat component altul decât localitatea principală. Tot atunci, comuna Pățești avea 1921 de locuitori și aceeași alcătuire. În 1931, orașul Odobești avea drept comune suburbane Pățești și Vărsătura; comuna Pățești avea în compunere doar satele Pățești și Botești, în vreme ce satele Florești-Slobozia și Gugești alcătuiseră comuna Florești-Slobozia, suburbie a Focșaniului.
În anul 1935 ia ființă la Odobești stația de cercetări viticole.
Anii dominației comuniste, la al cărui debut începe emigrarea în masă a comunității evreiești spre Israel, pun capăt economiei de piață și schimbă structura socială a localității. Sistematizarea impusă de autoritățile noului regim comunist include distrugerea multor clădiri vechi, inclusiv a unor lăcașuri de cult. În 1950, Odobești a căpătat statut de oraș raional al raionului Focșani din regiunea Putna, apoi (după 1952) din regiunea Bârlad și (după 1956) din regiunea Galați. Comuna și satul Pățești au fost rebotezate în 1964 Unirea. În 1968, orașul Odobești a fost transferat la județul Vrancea și a primit în administrare și satul Unirea, cu care a fost comasat și satul Botești.
După revoluția din 1989, în anii 2000, începe un nou avânt economic și demografic. În anul 2005, se înființează două noi cartiere: Mihai Sturza și Tineretului.
În oraș există în prezent două licee: Liceul Teoretic "Duiliu Zamfirescu" și Grupul Școlar Agricol. Casa culturală a orașului a primit numele istoricului Constantin C. Giurescu.

## Istoricul învățământului viticol la Odobești
În anul 2001 s-au sărbătorit 100 de ani de existență a învățământului viticol în Odobești. Cu această ocazie numeroși foști elevi ai școlii, astăzi personalități de marcă ale viticulturii românești s-au întâlnit cu actualii elevi ai școlii și au depănat amintiri. Astfel, liceul a luat ființă în toamna anului 1901, mai precis în 27 octombrie 1901 – pe stil vechi – imediat după “număratul oilor”, după cum spune tradiția. Pe scurt, în urma eforturilor unor localnici ai urbei Odobesti, pe atunci o comuna cu 5.000 de suflete, s-a înființat o școală viticolă, scoală ce avea să dainuie peste veacuri. Funcționarea școlii a început într-adevar în localul casei Potop, alcătuit din două încăperi. Până la data de 15 martie 1902 a funcționat numai un atelier de dogărie condus de un maistru și sub conducerea lui Vasile Popa – directorul în exercițiu al Școlii Primare de băieți din localitate. Școala a funcționat în acest local până la data de 26 octombrie 1906, după care, împreună cu toate dependințele ei, a fost mutată în localul propriu, construit cu ajutorul județului Putna și a primariei Odobești. Localul nou construit avea 13 incăperi. 
Din 1902 vreme de circa treizeci de ani școala a fost condusă
de un specialist de origine franceză, Joseph Dodun des Perrières, care a fost și autorul unei prime monografii despre Odobești.
La începutul anului școlar 1945-1946, tot la data de 26 octombrie, sub denumirea de Școala Medie Tehnică de Viticultură, școala s-a mutat în localul în care se află și astăzi. În anul 1951 s-a construit pe lângă clădirea principală și în continuarea ei, bucătăria și sala de mese. Mai târziu, în anii 1980, datorită creșterii numărului de elevi de liceu școlarizati, s-a construit așa-numita anexă, care cuprinde două laboratoare, patru săli de clasă și dependințe. S-a construit, de asemenea, un internat cu capacitatea de 150 locuri, iar blocul de nefamiliști a fost repartizat liceului, tot pentru internat scolar.
În decursul celor peste 100 de ani, în funcție de evoluția societății, de necesitățile pentru agricultură, existența specialiștilor și a bazei didactico-materiale, școala și-a desfășurat activitatea sub denumirile următoare:
- 1901-1908 – Școala Elementară de Viticultură;
- 1908-1955 – Școala Medie Tehnică de Viticultură;
- 1955-1962 – Centrul Școlar Agricol;
- 1962-1966 – Școala Tehnică de Horticultură;
- 1966-1976 – Liceul Agricol;
- 1976-1990 – Liceul Agroindustrial;
- din 1990 – Grupul Școlar Agricol.

## Monumente istorice
În orașul Odobești se află patru monumente istorice de arhitectură de interes național: beciul domnesc din secolul al XVI-lea; biserica „Sfinții Apostoli Petru și Pavel”-Cazaclii datând din 1777; ansamblul bisericii „Sfânta Cruce” datând din secolul al XVIII-lea și cuprinzând biserica propriu-zisă, turnul-clopotniță și zidul de incintă; și biserica „Nașterea Maicii Domnului” (ridicată în 1732) din strada Tudor Vladimirescu.
În rest, alte cincisprezece monumente sunt incluse în lista monumentelor istorice din județul Vrancea ca monumente de interes local. Unul este situl arheologic din punctele „Cetățuia” și „Antoniu”, aflate la nord-vest de oraș, pe malul Milcovului. El cuprinde vestigiile unei așezări fortificate și ale unei necropole din Epoca Bronzului (cultura Monteoru), precum și necropole din perioada Halstatt și din Epoca Medievală (secolele al XIII-lea–al XVI-lea). Monumentele de arhitectură sunt: gara (1893); școala cu două corpuri din strada C. Dobrogeanu-Gherea (sfârșitul secolului al XIX-lea); beciurile Bahamat (secolul al XIX-lea) din strada Fundătura Cetățuia; casa Gaicu  (începutul secolului al XX-lea) din incinta fostei ferme IAS; casa Apostu (1901); primăria (1900); casa dr. Georgescu (sfârșitul secolului al XIX-lea, ultimele trei pe strada Libertății); casa Curețeanu (sfârșitul secolului al XIX-lea) din strada Smârdan; casa Pogorevici, casă construită în 1910 de către avocatul Dumitru Zaharia si soția sa, născută Sturdza, a fost vândută în anul 1919 surorii si cumnatului lor Magdalena și Florea Untu. Aceștia din urmă au  vândut-o în anii comunismului (1976) familiei Pogorevici ; și casa Vianu (începutul secolului al XX-lea), ultimele două în strada Ștefan cel Mare. Alte patru obiective sunt clasificate ca monumente memoriale sau funerare: monumentul eroilor din Primul Război Mondial din localitatea componentă Unirea, ridicat în 1934; un monument similar ridicat în piața centrală a orașului în 1921; cimitirul evreiesc de la sfârșitul secolului al XIX-lea, aflat în strada Ștefan cel Mare; și monumentul eroilor Regimenului 10 Putna căzuți în al Doilea Război Balcanic din 1913, monument construit în 1914.

## Personalități
- Alexandru Crețescu (1825 - 1885), politician și ministru al Înaltei Curți de Casație și Justiție;
- Ion Bărbulescu (B'Arg) (1887 - 1969), pictor;
- Dan Moisescu (1909 - 1976), violonist, dirijor și cântăreț de muzică populară;
- George S. Bărănescu (1919 - 2001), inginer, membru corespondent al Academiei Române;
- Marin Buhoară (n. 1942), diplomat;
- Cătălin Petrișor (n. 1992), baschetbalist.